# Dhaka Cantonment
Dhaka Cantonment är ett underdistrikt i Bangladesh. Det ligger i den centrala delen av landet. Huvudstaden Dhaka ligger i Dhaka Cantonment.
Runt Dhaka Cantonment är det i huvudsak tätbebyggt. Runt Dhaka Cantonment är det mycket tätbefolkat, med 10 000 invånare per kvadratkilometer.